# هنري كيلر
هنري كيلر (بالإنجليزية: Henry Keller)‏ هو رسام أمريكي، ولد في 3 أبريل 1869، وتوفي في 3 أغسطس 1949.